# Kapra
Kapra é uma vila no estado indiano de Andhra Pradesh. Tem uma população de 159.176 habitantes (censo de 2001) e faz parte do grande aglomerado populacional de Hyderabad.